# 包絡式槍機
包絡式槍機（又名伸展槍栓，英語或）是指将枪栓的一部分“延伸”至枪管尾端前方，“包裹”住部分枪管的设计。一般常見於采用自由枪机自动方式的衝鋒槍上，尤其是採用将彈匣置于握把內（此类布局可以保持槍械平衡，使之具有如手槍般的快速指向性）的紧凑型冲锋枪。

## 設計历史
众所周知，采用自由枪机自动方式的武器并没有实际的“闭锁”结构，是依靠大质量枪机和足够强力的复进簧来抵消火药燃烧产生的瞬间压力来保证武器安全运转的。同时，为避免过高的射速，设计师往往额外加重枪机。所以，此类武器都有一个体积和质量相对较大的枪机。自由枪机式武器的常规布局是将整个枪机部分都置于枪管尾部之后。这样的设计存在两个弊端：首先是要求较长的机匣以容纳复进簧和枪机并保证他们有足够空间运转。其次，武器重心靠后，有“头重脚轻”的倾向。
包络式枪机将枪机的相当一部分金属移到了枪管尾端的前方（“包”住了一部分枪管，“包络式”因此得名），使得在保证枪机质量足够的同时，能节省出一些宝贵的机匣空间（或者说，机匣可以造的更短），另外还有将重心前移的作用。
历史上第一種正式採用包絡式槍機的衝鋒槍是捷克斯洛伐克在1948年服役的CZ 23系列，其採用圓筒型機匣的包絡式槍機配中置式槍管。而最著名的包絡式槍機衝鋒槍則是以色列改良自CZ 23系列，配長方形沖壓機匣的烏茲衝鋒槍，自此後包絡式槍機開始影響多種衝鋒槍的設計方向。
由于包絡式槍機有令槍械尺寸更為緊湊的优势，所以被大量紧凑型冲锋枪采用。此类武器没有独立的弹匣槽，彈匣藏於握把內，体积较常规布局紧凑。同时，槍械重心保持在握把位置，提高了在快速交戰時指向性，但由於握把與護木間距離較短，在高射速連發時槍口跳動將更為嚴重且較難控制。彈匣藏於握把內亦导致無法以完全並聯方式連結彈匣。当然，常规布局武器亦可受益于包络式枪机设计，如伯莱塔M12系列冲锋枪。